# Waldemar Skrzypczak
Treść tego artykułu może nie być zgodna z zasadami neutralnego punktu widzenia.
Dokładniejsze informacje o tym, co należy poprawić, być może znajdują się w dyskusji tego artykułu.
 Po wyeliminowaniu niedoskonałości należy usunąć szablon {{Dopracować}} z tego artykułu.
Waldemar Henryk Skrzypczak (ur. 19 stycznia 1956 w Szczecinie, zm. 21 lipca 2025 w Legionowie) – polski wojskowy, generał broni Sił Zbrojnych Rzeczypospolitej Polskiej.
Oficer dyplomowany wojsk pancernych. W 1976 rozpoczął służbę wojskową jako podchorąży w Siłach Zbrojnych PRL. Dowodził 32 Pułkiem Zmechanizowanym, 16 Dywizją Zmechanizowaną, 11 Dywizją Kawalerii Pancernej oraz Wielonarodową Dywizją Centrum-Południe. W latach 2006–2009 był dowódcą Wojsk Lądowych. W 2009 podał się do dymisji w proteście przeciwko sposobowi zarządzania siłami zbrojnymi przez polskie Ministerstwo Obrony Narodowej. Od 2011 pełnił funkcję doradcy ministra obrony narodowej Tomasza Siemoniaka, a w latach 2012–2013 podsekretarza stanu w Ministerstwie Obrony Narodowej.

## Służba wojskowa

### Wyższa Szkoła Wojsk Pancernych w Poznaniu
Waldemar Skrzypczak dorastał w Kołobrzegu, gdzie jego ojciec służył w 32 Pułku Zmechanizowanym. W 1976 r. dostał się do Wyższej Szkoły Wojsk Pancernych w Poznaniu. Był jednym z bardziej wyróżniających się studentów. Na czwartym roku – jako jedyny w trakcie ćwiczeń, i to dwukrotnie, dowodził kompanią czołgów. Szkoła organizowała również praktyki w pułkach czołgów. Skrzypczak trafił do 3 Drezdeńskiego Pułku Czołgów w Żaganiu, którego szefem sztabu był jego późniejszy przełożony – major Czesław Piątas.

### 16 Pułk Czołgów Średnich w Słupsku
Po ukończeniu szkoły oficerskiej ze specjalizacją dowódcy z czwartą lokatą Skrzypczak miał prawo wybrać dla siebie jednostkę, ale musiała być to jednostka z 8 Dywizji Koszalińskiej. Ostatecznie trafił do 16 Pułku Czołgów Średnich w Słupsku. Tam w 1981 po raz pierwszy zetknął się z żołnierzami Sił Zbrojnych ZSRR. Kompania czołgów, w której był zastępcą dowódcy, wzięła udział w ćwiczeniach wojskowych Sojuz '80.
W nocy 13 grudnia, na kilka godzin przed wprowadzeniem stanu wojennego, część kadry oficerskiej pułku, w tym Skrzypczak, dostała rozkaz przeniesienia do miejscowości Dziewięć Włók na Żuławach Wiślanych. 16 grudnia Skrzypczak znajdował się w jednym z czołgów, które wjechały do Gdańska, wprost przed bramę główną Stoczni Gdańskiej.
W lutym uczestniczył w ćwiczeniach, które zakończyły się sukcesem dla kompanii Skrzypczaka. W nagrodę dowódca 8 Drezdeńskiej Dywizji Zmechanizowanej, pułkownik Zenon Poznański, wysłał młodego porucznika do Akademii Sztabu Generalnego bez egzaminów. Pod koniec 1982 Skrzypczak po raz pierwszy awansował – został dowódcą kompanii, czyli 16 czołgów T-55.

### Akademia Sztabu Generalnego i Sztab Frontu Polskiego
W październiku 1984 r. Waldemar Skrzypczak rozpoczął 3-letnie studia w Akademii Sztabu Generalnego. W 1987 Skrzypczak ukończył Akademię, chociaż na ostatnim roku mało brakowało, a nie zdałby egzaminu z naukowego komunizmu.
Po ukończeniu Akademii Sztabu Generalnego Skrzypczak, jako najzdolniejszy student na swoim roku, został zarekomendowany do służby w Sztabie Frontu Polskiego. Była to jednostka, która miała dowodzić wszystkimi polskimi armiami w czasie wojny z Zachodem. Oficer trafił do oddziału planowania operacyjnego.
Dzięki pracy w Sztabie Frontu Polskiego Skrzypczak mógł brać udział w ćwiczeniach Sojuz '88, odbywających się pod Toruniem. W wielkim namiocie ćwiczyli przedstawiciele trzech armii: radzieckiej, niemieckiej i polskiej, którymi dowodził generał Jan Kuriata. Byli tam również marszałek Związku Radzieckiego Wiktor Kulikow, dowódca Układu Warszawskiego oraz generał Wojciech Jaruzelski. Kapitan Skrzypczak został wyznaczony do podawania i odbierania wskaźnika.

### 68 Pułk Czołgów Średnich w Budowie i 33 Pułk Zmechanizowany w Złocieńcu
Na początku 1989 r., po pięciu latach spędzonych w Warszawie, oficer dostał rozkaz powrotu do linii. Skrzypczak został wezwany do sztabu Pomorskiego Okręgu Wojskowego w Bydgoszczy, gdzie poinformowano go, że może wybrać służbę w jednej z trzech jednostek, z których kapitan ostatecznie zdecydował się na 68 Pułk Czołgów Średnich w Budowie. Został tam szefem sztabu. W grudniu pułk został przeformowany i przemianowany na 33 Pułk Zmechanizowany.

### 32 Pułk Zmechanizowany w Kołobrzegu
W 1991 r. został dowódcą 32 Pułku Zmechanizowanego w Kołobrzegu, w jednostce, gdzie przez 20 lat służył jego ojciec, Zdzisław. Zastępcą Skrzypczaka był pułkownik Lamparski, który był w wojsku ze Skrzypczakiem seniorem.
Być może ze względu na dobre relacje z kadrą dowodzenie 32 Pułkiem Skrzypczak zakończył błyskotliwym sukcesem. Skrzypczak wiedział, że wielkie manewry z udziałem jego podkomendnych będą obserwowane przez najważniejszych oficjeli: Prezydenta Lecha Wałęsę, ministra obrony Piotra Kołodziejczyka i szefa Sztabu Generalnego Tadeusza Wileckiego. Ćwiczenia na poligonie drawskim prowadził generał Leon Komornicki, szef Inspektoratu Szkolenia Sił Zbrojnych. Uderzenie czołgów było wspierane przez 24 śmigłowce i 12 samolotów Su-22. Pułk wypadł bardzo dobrze.
Po 4 dniach Skrzypczak został wezwany do Bydgoszczy. Dowódca Pomorskiego Okręgu Wojskowego zaproponował mu stanowisko szefa sztabu 1 Warszawskiej Dywizji Zmechanizowanej w Legionowie. Kilka dni później Skrzypczak awansował na podpułkownika.

### 1 Warszawska Dywizja Zmechanizowana w Legionowie
Skrzypczak pojawił się w Legionowie w lecie 1993 r. Jako szef sztabu miał wziąć udział w jej rozwinięciu na podobieństwo dywizji stacjonujących przy zachodniej granicy. Skrzypczak odwiedzał jednostki rozrzucone po całym Mazowszu i Mazurach. Uczestniczył w przygotowaniu zmian organizacyjnych, dzięki czemu Dywizja zwiększyła funkcjonalność i liczebność. Zdał pierwszą (najniższą) specjalizację z języka angielskiego w Łodzi. Zaliczył także kurs operacyjno-taktyczny w Akademii Obrony Narodowej.

### Podyplomowe Studium w AON i Dowództwo Wojsk Lądowych
Po 3,5-letniej służbie w 1 Warszawskiej Dywizji w październiku 1996 Waldemar Skrzypczak wrócił do uczelni w Rembertowie, która zdążyła zmienić nazwę na Akademię Obrony Narodowej. Pułkownik przyjechał na 10-miesięczne Podyplomowe Studium Operacyjno-Strategiczne, czyli na tzw. kurs generalski. Dwudziestu czterech słuchaczy zostało podzielonych na dwa korpusy. Skrzypczak, mimo że był najmłodszy z grupy, został dowódcą jednego z nich.
Po skończeniu kursu Skrzypczak został zastępcą szefa szkolenia bojowego w formującym się Dowództwie Wojsk Lądowych. W 1998 r. poleciał do Londynu uzgadniać z Brytyjczykami wspólne ćwiczenia z wykorzystaniem samolotów transportowych Hercules. 19 września 1998 na poligon w Drawsku nadleciało na niskim pułapie 18 herculesów. Z bocznych drzwi wysypały się setki desantowców. Ćwiczenia zakończono sukcesem. Niedługo po tym zdarzeniu dowódca Wojsk Lądowych, generał Zbigniew Zalewski, zaproponował Skrzypczakowi stanowisko dowódcy 16 Dywizji Zmechanizowanej w Elblągu. Pułkownik przyjął propozycję.

### 16 Pomorska Dywizja Zmechanizowana w Elblągu
W Elblągu pułkownik Skrzypczak spotkał się z dużym wyzwaniem. W armii brakowało pieniędzy, a w regionie stacjonowały aż dwie dywizje – 15 Olsztyńska i 16 Elbląska, objęta właśnie przez Skrzypczaka. Według planów jedna z dywizji miała zostać rozformowana. Większe szanse w tym pojedynku miał Olsztyn, który po nowej reformie pozostał miastem wojewódzkim, w przeciwieństwie do Elbląga, który został miastem powiatowym. Pułkownik Skrzypczak przekonał decydentów, by pozostawić dywizję elbląską.
W dniu 15 sierpnia 2000 otrzymał awans na stopień generała brygady. Na zakończenie służby Skrzypczaka w Elblągu dowodzony przez niego związek taktyczny został wyróżniony Znakiem Honorowym Sił Zbrojnych oraz uznany za najlepszą dywizję w Wojskach Lądowych.

### Dowództwo Wojsk Lądowych i Sztab Generalny WP
W 2001 roku Skrzypczak przeniósł się do Warszawy, gdzie ściągnął go nowy dowódca Wojsk Lądowych, generał Edward Pietrzyk. Obaj znali się i cenili, dlatego Skrzypczak chętnie przyjął propozycję, by zostać szefem Wojsk Pancernych w Dowództwie Wojsk Lądowych pod komendą Pietrzyka. W Dowództwie Wojsk Lądowych młody generał odsłużył ledwie kilka miesięcy. Pod koniec 2001 roku Skrzypczak rozpoczął pracę w Sztabie Generalnym pod komendą generała Czesława Piątasa. Zajmował się tam m.in. opracowaniem hierarchii doktryn NATO i wdrażaniem ich w polskiej armii.
W 2002 roku generał Edward Pietrzyk zaproponował Skrzypczakowi powrót do Dowództwa Wojsk Lądowych na stanowisko szefa Zarządu Operacji Lądowych (G-3), na co ten się zgodził. Na nowym stanowisku znów odpowiadał za operacje wojskowe, w tym – jak się wkrótce okazało – przygotowanie do wejścia do Iraku. Decyzja polityczna o wysłaniu wojska zapadła w maju 2003 roku. Do Iraku wybrało się 2500 polskich żołnierzy pod dowództwem generała Andrzeja Tyszkiewicza. Skrzypczak był odpowiedzialny za przygotowanie, przerzut i rotację I i II zmiany PKW Irak. Generał kilkakrotnie odwiedzał żołnierzy pierwszej zmiany.

### 11 Lubuska Dywizja Kawalerii Pancernej w Żaganiu
Jesienią 2003 roku Skrzypczak odszedł z Dowództwa Wojsk Lądowych i został dowódcą 11 Dywizji Kawalerii Pancernej w Żaganiu. Służbę na nowym stanowisku rozpoczął 12 grudnia 2003. Dowódca Wojsk Lądowych Edward Pietrzyk nie powiedział generałowi, że w styczniu 2005 pojedzie ona ze swoim dowódcą do Iraku. Potwierdzona informacja, że tak właśnie będzie, przyszła w maju 2004. Skrzypczak i jego podwładni dostali kilka miesięcy, żeby przygotować się do misji.
W październiku generał ze swym zastępcą Tadeuszem Bukiem i kilkoma oficerami pojechali do Iraku na rekonesans. Nawiązali kontakty z kluczowymi dowódcami amerykańskimi, brytyjskimi, z wojskowymi z budującej się armii irackiej, z dyplomatami. Zebrali doświadczenia z kalenwalk w Samarze i Faludży oraz zapoznali się z taktyką stosowaną przez Amerykanów.
W trakcie irackiego rekonesansu Skrzypczaka zaniepokoiły pieniądze. Amerykanie przekazywali polskim wojskowym duże, liczone w dziesiątkach milionów dolarów pieniądze na odbudowę Iraku. System był jednak źle zorganizowany. Nikt nie weryfikował, co powstało za te pieniądze. W ciągu jednej nocy kasa potrafiła zostać uszczuplona o 90 tysięcy dolarów. Po powrocie do Polski Skrzypczak wezwał dwóch zaufanych oficerów i prawnika. Zdecydowali, że na ich czwartej zmianie powstaną dwie niezależne komisje. Jedna do przygotowywania projektów infrastrukturalnych, druga do organizowania przetargów dla irakijskich wykonawców.
Dwa tygodnie później w Iraku wybuchła afera bakszyszowa, a zamieszani w nią byli żołnierze, których za kilka miesięcy mieli wymienić podwładni Skrzypczaka. W sprawę zamieszanych było 14 osób – 9 oficerów i podoficerów oraz 5 pracowników cywilnych. Grupa ta przyjęła od irackich firm prawie 800 tysięcy dolarów. Iraccy przedsiębiorcy mieli w zamian otrzymać lukratywne kontrakty na odbudowę kraju. Sprawa zakończyła się wyrokami dla czternastu wojskowych, ale wyżsi rangą wojskowi, w tym dowódcy drugiej oraz trzeciej zmiany PKW Irak, za nią nie odpowiedzieli, choć Żandarmeria Wojskowa wnioskowała o postawienie im zarzutów.
Po ujawnieniu afery Skrzypczak zmienił zasady zawierania kontraktów. Od tej pory umowy dotyczące pomocy humanitarnej podpisywano w obecności oficerów żandarmerii i kontrwywiadu wojskowego.
Jeszcze przed wyruszeniem na misję, w listopadzie 2004 roku Skrzypczak z trzydziestoma oficerami odwiedził bazę Fort Bragg w Karolinie Północnej, siedzibę 82 Dywizji Powietrznodesantowej. Polacy polecieli za Atlantyk, żeby zgrywać się z Amerykanami, którzy też szykowali się na zmianę swojego korpusu. Na nowego dowódcę został wyznaczony generał John Vines.
29 listopada 2004 Skrzypczak został oficjalnie wyznaczony na dowódcę Wielonarodowej Dywizji Centrum-Południe w ramach IV zmiany PKW Irak. 6 grudnia 2004 przekazał pełnienie obowiązków dowódcy żagańskiej dywizji swojemu zastępcy, gen. bryg. Jerzemu Krzywieckiemu.
W międzyczasie przyszła decyzja o redukcji polskiego kontyngentu w Iraku do 1700 żołnierzy. Ograniczenia liczby wojska nikt z dowódcą zmiany nie konsultował. Mimo tego Skrzypczak nie poddawał się i na początku 2005 roku wyruszył ze swoimi żołnierzami do Iraku.

### Dowódca Wielonarodowej Dywizji Centrum-Południe w Iraku
IV zmiana PKW Irak rozpoczęła się 1 lutego 2005. W Iraku generał stosował taktykę ofensywną, dzięki czemu zminimalizował liczbę ataków ze strony rebeliantów. Podczas misji korzystał nie tylko z pomocy wojsk Wielonarodowej Dywizji Centrum-Południe, ale pomagała mu także armia iracka. Nawiązał współpracę z 3 Brygadą 5 Dywizji Irackiej, której żołnierze okazali się niezwykle skuteczni.
Wczesną wiosną 2005 Skrzypczak wszedł między toczących śmiertelne pojedynki sunnitów i szyitów. Na terenach kontrolowanych przez Polaków zwolennicy radykalnego szyickiego przywódcy duchowego Muktady as-Sadra szykowali pielgrzymkę do Karbali. Istniała obawa, że sunnici przeprowadzą wtedy krwawe zamachy.
Generał rozpoczął negocjacje z sadrystami. Uzgodniono, że Armia Mahdiego ochrania pielgrzymów, zaś Polacy się nie wtrącają i między stronami nie dochodzi do potyczek. Dodatkowo Polacy mieli zorganizować punkty, w których pielgrzymi będą mogli się napić lub skorzystać z pomocy medycznej. Dowódca korpusu John Vines zaakceptował ten układ.
W tajemnicy przed dowódcami ze Sztabu Generalnego irański czołg przetransportowano do 11 Dywizji w Żaganiu. Tam mechanicy wojskowi go odrestaurowali, odmalowali w barwy 2 Pułku Pancernego, który wchodził w skład 1 Dywizji Pancernej generała Stanisława Maczka. Maszynę ustawiono na cokole w obecności 95-letniego generała Michała Gutowskiego, ostatniego dowódcy 2 Pułku Pancernego.
Generał wraz ze swoją dywizją wrócił do Polski latem 2005. Był pierwszym polskim dowódcą, który wrócił z Iraku bez strat bojowych. Podczas IV. zmiany zginął tylko jeden polski żołnierz – Roman Góralczyk. Jego śmierć nastąpiła w wyniku wypadku samochodowego. Skrzypczak po powrocie otrzymał od prezydenta Kwaśniewskiego Krzyż Komandorski Orderu Odrodzenia Polski.
Po misji w Iraku Skrzypczak wyjechał uczyć się do Stanów Zjednoczonych. W lutym 2006 był w Lackland Air Force Base w Teksasie, gdzie przeszedł intensywny kurs językowy. Potem pojechał do Monterey w Kalifornii na dwuipółmiesięczne podyplomowe studium w zakresie zarządzania zasobami strategicznymi.
Po szkoleniu w Stanach Zjednoczonych Skrzypczak wrócił na stanowisko dowódcy 11 Dywizji w Żaganiu. Jego kolejnym zadaniem było przygotowanie irackich weteranów do ćwiczeń Anakonda 2006. Były to największe manewry od czasu upadku Układu Warszawskiego. Brały w nich udział wszystkie rodzaje wojsk, a nawet Żandarmeria Wojskowa i policja. Manewry obserwowali Minister Obrony Narodowej – Radosław Sikorski i szef Biura Bezpieczeństwa Narodowego (BBN) – Władysław Stasiak. Tydzień po rozpoczęciu manewrów Skrzypczak dostał polecenie stawienia się w BBN. Generał został przyjęty przez Władysława Stasiaka. Z upoważnienia prezydenta Lecha Kaczyńskiego zapytał, czy Skrzypczak przyjmuje nominację na dowódcę Wojsk Lądowych. Generał się zgodził.

### Dowódca Wojsk Lądowych
Skrzypczak został dowódcą Wojsk Lądowych 2 października 2006. Zaraz po objęciu komendy otrzymał zadanie przygotowania polskich żołnierzy do walki w Afganistanie.
W sierpniu 2007, kilka dni po incydencie w Nangar Chel, brał udział w rozmowie u szefa MON i potwierdził wersję wypadku, którą znał z raportu żołnierzy. Ówczesny szef Służby Kontrwywiadu Wojskowego Antoni Macierewicz przedstawił inną wersję, z której wynikało, że żołnierze okłamali swoich dowódców. Z podsłuchanych rozmów wynikało, że mogła to być zemsta na cywilach, czyli zbrodnia wojenna. Po aresztowaniu żołnierzy Skrzypczak odbył rozmowę z dziennikarzem, w której skrytykował formę zatrzymania żołnierzy i wyraził przekonanie, że są niewinni. Zagroził także, że poda się do dymisji, jeśli zostaną oni skazani.
Kontyngent w Afganistanie miał duże braki w wyposażeniu, dlatego generał wysyłał do MON i Sztabu Generalnego prośby o sprzęt dla żołnierzy. Były one jednak przeważnie ignorowane. 10 sierpnia 2009 podczas walki z Talibami zginął porucznik Daniel Ambroziński. Generał Skrzypczak wyraził swoją dezaprobatę dla braku reakcji przełożonych na wnioski dotyczące pilnych zakupów sprzętu. 16 sierpnia, przemawiając na lotnisku wojskowym nad trumną por. Ambrozińskiego, ponownie skrytykował władze.
Słowa te wzbudziły kontrowersje w kręgach rządowych. W ich następstwie 17 sierpnia 2009 generał Skrzypczak oddał się do dyspozycji prezydenta. 15 września został odwołany z zajmowanego stanowiska. Przekazanie obowiązków dowódcy Wojsk Lądowych odbyło się 16 września na Cytadeli Warszawskiej. Następcą Skrzypczaka został gen. dyw. Tadeusz Buk.

## W rezerwie
Po odejściu z wojska udzielał się w mediach w charakterze eksperta ds. wojskowych. W listopadzie 2010 założył blog, na którym komentował bieżącą sytuację w polskiej armii.
W lutym 2010 znalazł się w gronie osób popierających kandydata na prezydenta RP, Andrzeja Olechowskiego. W kwietniu 2010 ukazała się książkowa biografia Waldemara Skrzypczaka pt. „Moja wojna”, napisana wspólnie z dziennikarzami Michałem Majewskim i Pawłem Reszką. 17 kwietnia 2010 pojawił się w Spale na pogrzebie gen. Tadeusza Buka, który zginął w katastrofie smoleńskiej. W maju 2010 wziął udział w nagraniu teledysku do piosenki Uprising szwedzkiej grupy metalowej Sabaton. Zagrał w nim Antoniego Chruściela, jednego z dowódców powstania warszawskiego.
1 czerwca 2011 w Wojskowym Sądzie Okręgowym zapadł wyrok uniewinniający żołnierzy z Nangar Khel. Wszyscy oskarżeni zostali uniewinnieni ze stawianych im zarzutów. Skrzypczak, który od początku wspierał żołnierzy, także tego dnia pojawił się na ogłoszeniu wyroku. Później sugerował, że za oskarżeniem żołnierzy mogli stać oficerowie SKW, podległej wówczas Antoniemu Macierewiczowi.
8 września 2011 został doradcą MON. Do głównych zadań generała należało doradztwo w zakresie reformy dowodzenia oraz modernizacji technicznej Sił Zbrojnych.
25 czerwca 2012 został mianowany podsekretarzem stanu w Ministerstwie Obrony Narodowej ds. uzbrojenia i modernizacji. 28 listopada 2013 podał się do dymisji. Powodem było doniesienie o możliwości popełnienia przez niego przestępstwa, złożone przez kontrwywiad wojskowy w kwietniu 2013.
W 2015 pełnił funkcję doradcy dyrektora Wojskowego Instytutu Technicznego Uzbrojenia w Zielonce. Z funkcji tej został zwolniony w lutym 2017 za krytykę domagania się przez Bartłomieja Misiewicza, cywilnego rzecznika prasowego MON, honorów wojskowych.

## Wykształcenie[57]
- 1976–1980 – Wyższa Szkoła Oficerska Wojsk Pancernych w Poznaniu
- 1984–1987 – Akademia Sztabu Generalnego w Warszawie
- 1996–1997 – Podyplomowe Studium Operacyjno-Strategiczne na Akademii Obrony Narodowej w Warszawie (tzw. kurs generalski)
- 2006 – Intensywny kurs języka angielskiego w Lackland Air Force Base w Teksasie
- 2006 – Podyplomowe studium w zakresie zarządzania zasobami strategicznymi w Monterey w Kalifornii

## Przebieg kariery zawodowej[57]
- 1976–1980 – podchorąży Wyższej Szkoły Oficerskiej Wojsk Pancernych w Poznaniu
- 1980–1982 – dowódca plutonu czołgów w 16 Pułku Czołgów Średnich w Słupsku
- 1982–1984 – dowódca kompanii czołgów w 16 Pułku Czołgów Średnich w Słupsku
- 1987–1989 – aspirant w dziale planowania operacyjnego w Sztabie Frontu Polskiego w Warszawie
- 1989–1990 – szef sztabu w 68 Pułku Czołgów Średnich w Budowie
- 1990–1991 – szef sztabu w 33 Pułk Zmechanizowanym w Złocieńcu
- 1991–1993 – dowódca 32 Pułku Zmechanizowanego w Kołobrzegu
- 1993–1996 – szef sztabu 1 Warszawskiej Dywizji Zmechanizowanej w Legionowie
- 1996–1998 – zastępca szefa szkolenia bojowego w Dowództwie Wojsk Lądowych w Warszawie
- 1998–2001 – dowódca 16 Pomorskiej Dywizji Zmechanizowanej w Elblągu
- 2001 – szef Szefostwa Wojsk Pancernych i Zmechanizowanych – zastępca szefa Szkolenia Wojsk Lądowych w Dowództwie Wojsk Lądowych RP w Warszawie
- 2001–2002 – szef Zarządu Doktryn i Szkolenia Sił Zbrojnych Generalnego Zarządu Operacyjnego P3 w Sztabie Generalnym WP w Warszawie
- 2002–2003 – szef Zarządu Operacji Lądowych G3 – zastępca szefa Sztabu Wojsk Lądowych RP w Warszawie
- 2003–2006 – dowódca 11 Lubuskiej Dywizji Kawalerii Pancernej w Żaganiu
- 2005 – dowódca Wielonarodowej Dywizji Centrum-Południe w ramach IV zmiany PKW Irak
- 2006–2009 – dowódca Wojsk Lądowych RP

## Awanse
| - podporucznik – 1980 - porucznik – 1984 - kapitan – 1987 | - major – 1991 - podpułkownik – 1993 - pułkownik – 1996 | - generał brygady – 2000 - generał dywizji – 2004 - generał broni – 2006 |

## Ordery i odznaczenia[60]
- Krzyż Komandorski Orderu Odrodzenia Polski – 2005[31]
- Krzyż Kawalerski Orderu Odrodzenia Polski – 2000[61]
- Krzyż Komandorski Orderu Krzyża Wojskowego – 2009[62] (wręczony 2011)[63]
- Złoty Krzyż Zasługi – 1993[64]
- Gwiazda Iraku
- Złoty Medal „Siły Zbrojne w Służbie Ojczyzny”
- Srebrny Medal Siły Zbrojne w Służbie Ojczyzny
- Brązowy Medal Siły Zbrojne w Służbie Ojczyzny
- Złoty Medal „Za zasługi dla obronności kraju”
- Srebrny Medal „Za zasługi dla obronności kraju”
- Medal Pamiątkowy Wielonarodowej Dywizji Centrum-Południe w Iraku
- Odznaka pamiątkowa 11 DKPanc.
- Odznaka honorowa „Husarz Polski” (nr 5) – 2005[65][66]
- Odznaka pamiątkowa Dowództwa Wojsk Lądowych (nr 525) – 2006[67]
- Medal „Pro Memoria”
- Odznaka Honorowa za Zasługi dla Województwa Lubuskiego – 2006[68]
- Odznaka „Za Zasługi dla ZKRPiBWP”
- Oficer Legii Zasługi – Stany Zjednoczone
- Illinois Military Distinguished Service Medal – Stany Zjednoczone
- Wielki Oficer Orderu Zasługi – Portugalia, 2008[69][70]
- Meritorious Service Cross (wojskowy) – Kanada, nadanie 2008, wręczenie 2009[71][72]
- Gran Cruz del Mérito Militar Con distintivo blanco – Hiszpania, nadanie 2009[73], wręczenie 2013[74]
- Medal NATO

## Życie prywatne
Po raz pierwszy ożenił się na początku lat 80. XX w. Pierwsza żona, Teresa, jest z zawodu lekarzem o specjalizacji pediatria i pulmonologia. Waldemar Skrzypczak miał z nią dwoje dzieci: syna Renarta (ur. 1981) i córkę Annę (ur. 1984). W październiku 2008 generał ożenił się po raz drugi. Z drugą żoną Iwoną miał córkę Natalię, urodzoną latem 2009. W ostatnich latach życia mieszkał w Legionowie.
W młodości Waldemar Skrzypczak pasjonował się żeglarstwem. Do klubu żeglarskiego zapisał się w drugiej klasie szkoły podstawowej, a w wieku 17 lat zdobył patent sternika morskiego. Wojsko przerwało jego przygodę z żeglarstwem, do którego wrócił dopiero jako generał.
Zmarł w poniedziałek 21 lipca 2025 roku po długiej walce z chorobą. Został pochowany na na Cmentarzu Wojskowym na Powązkach w Warszawie po pogrzebie o charakterze państwowym 25 lipca 2025.